# Élections législatives égyptiennes de 2005

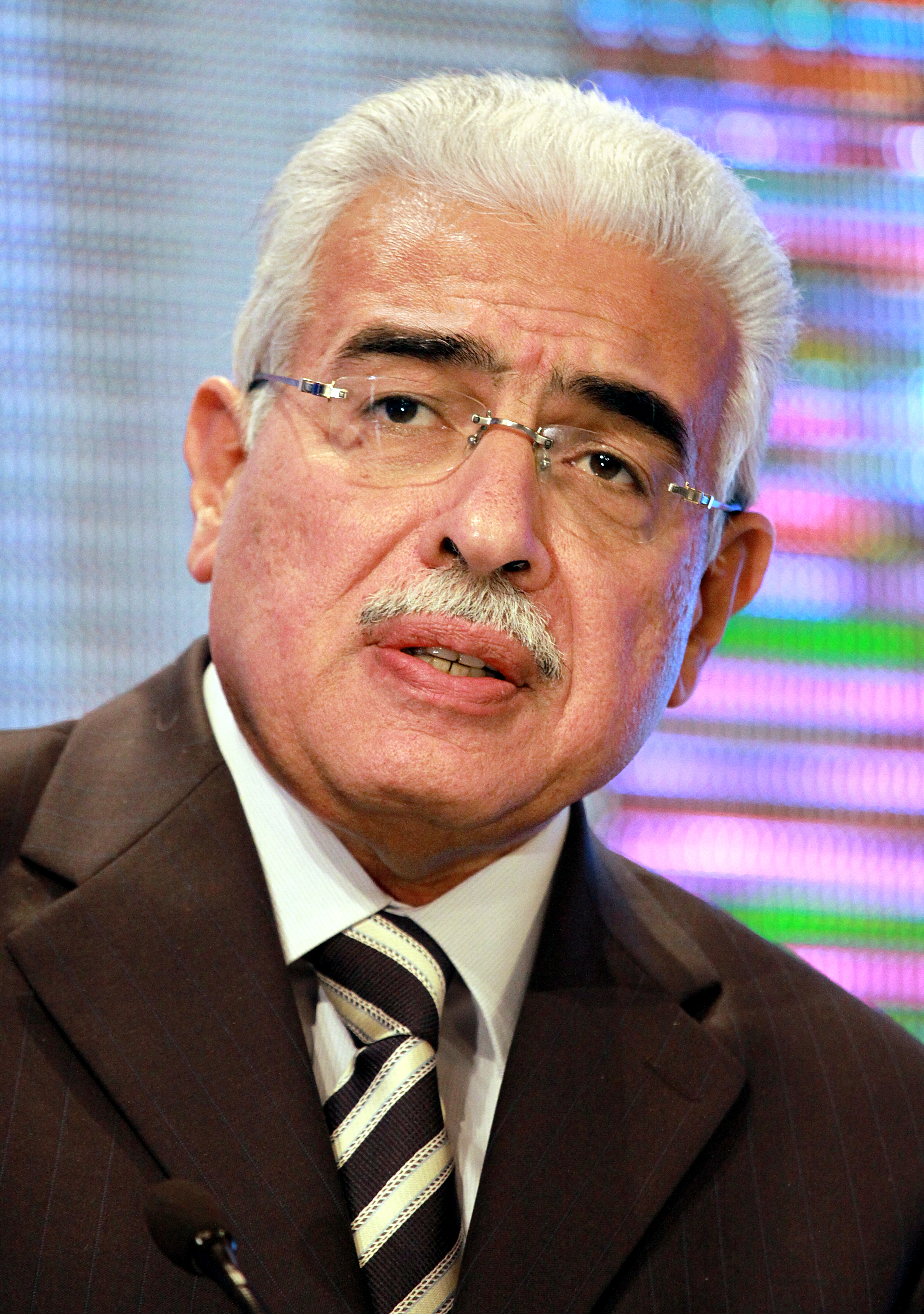
Ahmed Nazif, premier ministre égyptien lors des élections législatives de 2005 et membre du P.N.D.

Les élections législatives égyptiennes de 2005 se sont déroulées les 15 et 26 novembre et le 7 décembre 2005. 
5267 candidats se sont présentés dans 222 circonscriptions pour 444 sièges à élire à l'Assemblée.
Ces élections ont conduit à la victoire du Parti national démocratique, qui soutient le président Hosni Moubarak, au pouvoir de 1981 à 2011. Elles ont marqué le léger recul du parti au pouvoir, qui a obtenu 311 sièges sur 444 (soit 93 de moins), grâce à un relâchement relatif du droit à des élections libres par le régime de Moubarak.
La principale formation d'opposition qui a émergé est celle des Frères musulmans (88 sièges). Mais le mouvement étant officiellement interdit en Égypte, ses candidats se sont présentés à titre indépendant. Le principal parti d'opposition libéral-démocrate, le Néo-Wafd, n'a obtenu que 6 sièges,.
Ces élections ont été marquées lors des deuxième et troisième tours par des violences entre les forces de police et les partisans des Frères musulmans. À la fin des élections, le bilan global s'éleve à 13 morts,.

## Résultats
| Partis                                                                                      | Votes            | %                | Sièges | Gains | Pertes | Différence Gain/Perte | Sièges en % |
| ------------------------------------------------------------------------------------------- | ---------------- | ---------------- | ------ | ----- | ------ | --------------------- | ----------- |
| Parti national démocratique (Al'Hizb Al Watani Al Democrati)                                |                  |                  | 311    | ?     | ?      | ?                     | 68.5        |
| Néo-Wafd (Hizb al-Wafd-al-Jadid)                                                            |                  |                  | 6      | ?     | ?      | ?                     | 1.3         |
| Parti Unioniste National Progressiste (Hizb al Tagammo' al Watani al Taqadommi al Wahdwawi) |                  |                  | 2      | ?     | -?     | -?                    | 0.22        |
| Parti de Demain (Hizb al-Ghad)                                                              |                  |                  | 1      | 0     | -1     | -1                    | 0.2         |
| Indépendants (Frères musulmans - al-ikhwān al-muslimūn)                                     |                  |                  | 88     | ?     | ?      | ?                     | 19.4        |
| Indépendants (autres)                                                                       |                  |                  | 24     | ?     | ?      | ?                     | 5.3         |
| Siège contesté                                                                              |                  |                  | 0      |       |        |                       |             |
| Membres non-élus                                                                            | Membres non-élus | Membres non-élus | 10     | 0     | 0      | 0                     | 2.2         |
| Parti nassériste arabe démocratique                                                         |                  |                  | 0      | 0     | -1     | -1                    | 0           |
| Parti Libéral (Hizb al-Ahrar)                                                               |                  |                  | 0      | 0     | -1     | -1                    | 0           |
| Total                                                                                       |                  |                  | 454    |       |        |                       |             |